# Morné Nagel
Morné Nagel (Vereeniging, 23 marzo 1978) è un velocista sudafricano.
In carriera è stato campione mondiale della staffetta 4×100 metri ad Edmonton 2001.

## Record nazionali

### Seniores
- 50 metri piani indoor: 5"62 ( Liévin, 24 febbraio 2002)
- 60 metri piani indoor: 6"48 ( Dortmund, 27 gennaio 2002)

## Palmarès
| Anno | Manifestazione      | Sede        | Evento      | Risultato        | Prestazione | Note                                     |
| ---- | ------------------- | ----------- | ----------- | ---------------- | ----------- | ---------------------------------------- |
| 1999 | Mondiali            | Siviglia    | 4×100 m     | 6º               | 38"74       | Record nazionale                         |
| 2001 | Mondiali            | Edmonton    | 100 m piani | Quarti di finale | 10"20       |                                          |
| 2001 | Mondiali            | Edmonton    | 4×100 m     | Oro              | 38"47       | Record nazionale                         |
| 2003 | Mondiali indoor     | Birmingham  | 60 m piani  | Semifinale       | 6"65        | Miglior prestazione personale stagionale |
| 2004 | Campionati africani | Brazzaville | 200 m piani | Bronzo           | 20"83       |                                          |
| 2004 | Campionati africani | Brazzaville | 4×100 m     | Argento          | 39"59       |                                          |
| 2007 | Mondiali            | Osaka       | 200 m piani | Batteria         | 21"35       |                                          |